# Патриоти (Америчка револуција)
Патриоти су били британски колонисти у Северној Америци који су се побунили против британске власти током Америчког рата за независност и створили самосталну и независну државу Сједињене Америчке Државе. Побуна се заснивала на иделогији републиканизма који су поготово истицали Томас Џеферсон, Александар Хамилтон и Томас Пејн.
Патриоти су обухватали мушкарце и жене из свих друштвених, нпр. студенте на факултету као што је био Александар Хамилтон, управнике плантажа као Томаса Џеферсона, и фармере као Данијела Шејса. Њихови супарници су били лојалисти, Американци који су остали верни британској круни. 
Деловање патриота пре 1775. огледало се у групама као што су Синови слободе. Најистакнутији војни заповедници патриота су били Џорџ Вашингтон, Натанијел Грин, Франсис Мерион и Бенедикт Арнолд (пре преласка на страну лојалиста).